# Pretežana
Pretežana (cyr. Претежана) – wieś w Serbii, w okręgu toplickim, w gminie Blace. W 2011 roku liczyła 93 mieszkańców.